# Lu Ming
Lu Ming (卢铭S, Lú MíngP; Shanghai, 5 marzo 1978) è un'ex cestista cinese.

## Carriera
Con la Cina ha disputato i Campionati mondiali del 1998.